# The River's Edge
The River's Edge is een Amerikaanse misdaadfilm uit 1957 onder regie van Allan Dwan. In Nederland werd de film destijds uitgebracht onder de titel De kille doder.

## Verhaal
Ben Cameron en zijn vrouw Margaret hebben een kleine boerderij in de woestijn van New Mexico. De bankrover Nardo Denning is op zoek naar zijn vriendin en haar man. Hij dwingt het stel om hem veilig naar Mexico te brengen. Margaret en Nardo hebben samen een verleden, maar Ben is daar niet van op de hoogte.

## Rolverdeling
| Acteur          | Personage       |
| --------------- | --------------- |
| Ray Milland     | Nardo Denning   |
| Anthony Quinn   | Ben Cameron     |
| Debra Paget     | Margaret Fowler |
| Harry Carey jr. | Chet            |
| Chubby Johnson  | Whiskers        |
| Byron Foulger   | Floyd Barry     |
| Tom McKee       | Grenspatrouille |
| Frank Gerstle   | Harry Castleton |